# La nueva utopía
La nueva utopía es una novela utópica del escritor y activista libertario Ricardo Mella. Se escribió originalmente para el Segundo Certamen Socialista en 1889, en el cual fue galardonada, y fue publicada un año después en 1890.

## Argumento
La trama argumental de la novela, marcada por una falta de incidentes y personajes nombrados, consiste en una descripción pormenorizada de la “Nueva Utopía” del título, una ciudad tecnológicamente avanzada a orillas del mar Cantábrico. Antiguamente la ciudad era un villorrio de pescadores, privado de bienestar y ilustración y aterrorizado por agentes de un estado explotador. Se transformó en la Nueva Utopía después de que un “gran sacudimiento universal” llega hasta la pequeña aldehuela. Ahora predominan la industria y la tecnología, liberando el tiempo del obrero.  La ciudad se divide en zonas de industria, residencia y agricultura. En la parte de la ciudad dedicada exclusivamente a las viviendas se han levantado grandes edificios perfectamente alineados en el lugar de las casas precarias del antiguo proletariado. Al otro lado de la ciudad están las inmensas fábricas y talleres de la zona industrial, y en las afueras están ubicadas las granjas de labor y los grandes mercados. Numerosos tranvías eléctricos públicos circulan por las calles anchas. 
También se han revolucionado los servicios públicos. Las escuelas públicas tienen como objetivo enseñar a todos los principios generales de las artes y las ciencias para que puedan manifestarse las inclinaciones de cada uno libremente. Permiten a los niños adquirir esos conocimientos en medio de sus juegos y sin torcer sus inclinaciones espontáneas y lúdicos. De esta manera la desigualdad intelectual está casi desaparecido. No existen prisiones porque no existen las causas de la delincuencia aunque todavía hay unos pocos casos de "desequilibrio físico, intelectual o moral" que en otros tiempos se denominan delitos o crímenes. Cuando surgen estos casos se trata el indivuduo afectado en La "Casa de Corrección médica" sin otro objetivo que el de remediar la enfermedad.
Tanto la industria como la ciencia se han transformado por la asociación colectiva de trabajadores. Por otra parte, el desarrollo de industria y ciencia ha hecho necesarias las especialidades, y una meditada división del trabajo aumenta la producción. Paradójicamente, en los artes el carácter distintivo de las agrupaciones es el de un individualismo originario. Agrúpanse para sus estudios y cooperan en sus obras los hombres de ciencia y los artistas pero la producción es más personal, más individualista. El productor, por la índole del trabajo, mantiene un cierto aislamiento que fomenta el individualismo.